# Iglesia de San Pedro (Grado del Pico)
La iglesia de San Pedro Apóstol es un templo románico de la localidad española de Grado del Pico, en la provincia de Segovia.

## Descripción
Se ubica en la localidad de Grado del Pico, perteneciente al municipio segoviano de Ayllón, en Castilla y León. El templo, situado en la falda norte de la sierra de Ayllón, mantiene partes románicas. En el Diccionario geográfico-estadístico-histórico de España y sus posesiones de Ultramar de Pascual Madoz, de mediados del siglo XIX, figura descrita como «una igl. parr. (San Pedro Apóstol), servida por un párroco cuyo curato es de primer ascenso y de provisión ordinaria».

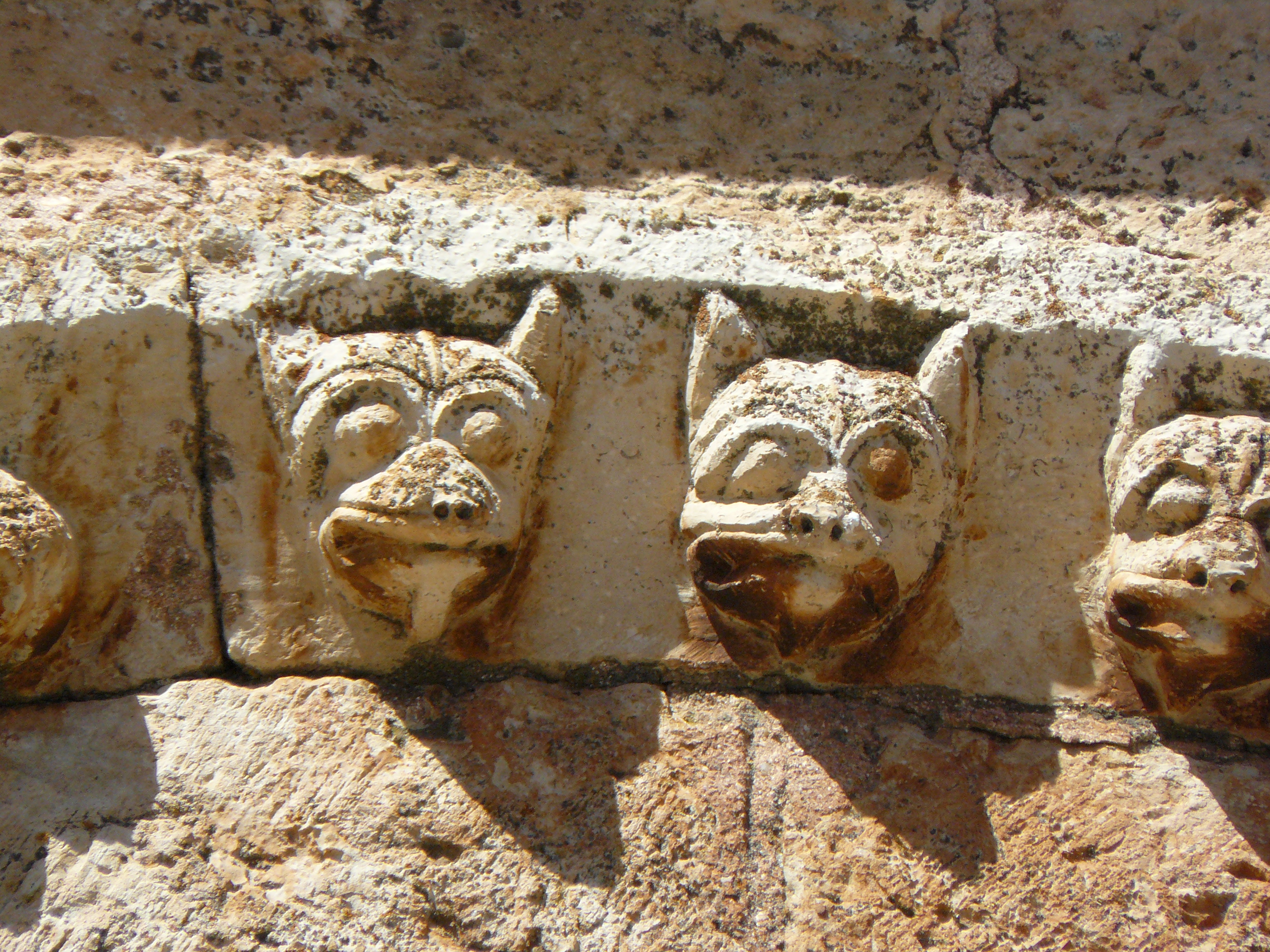
Detalle del pórtico
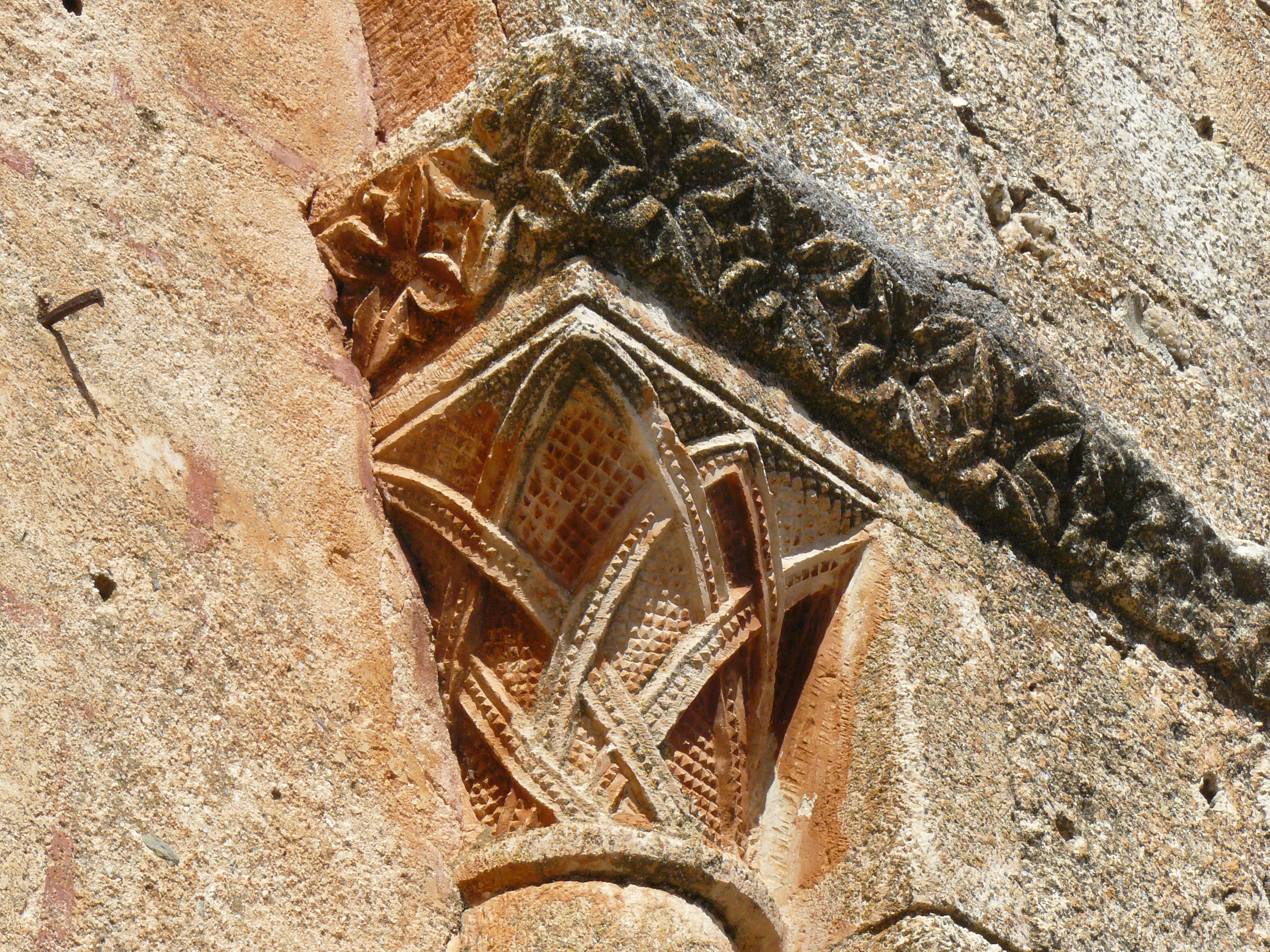
Capitel
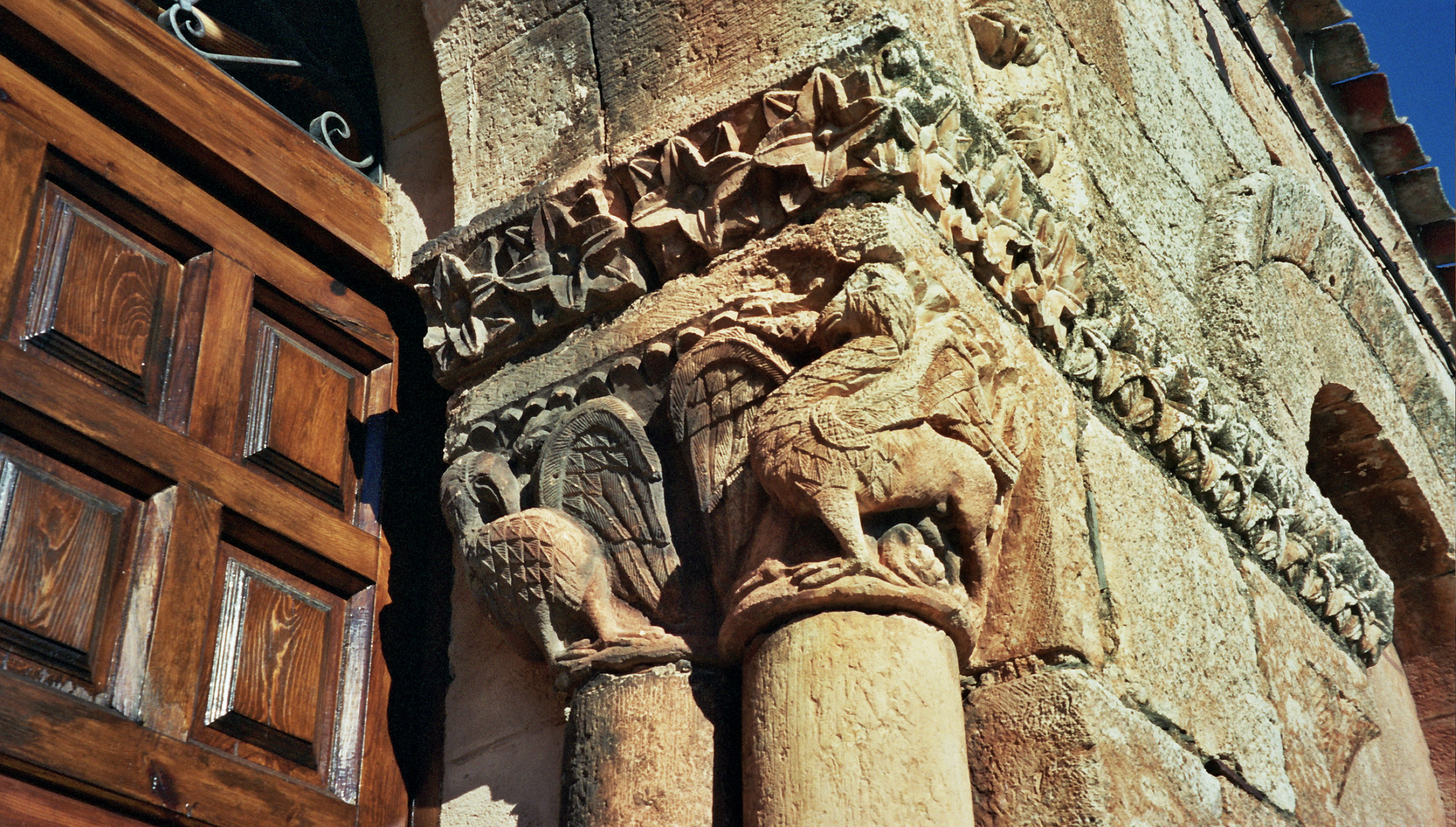
Capitel
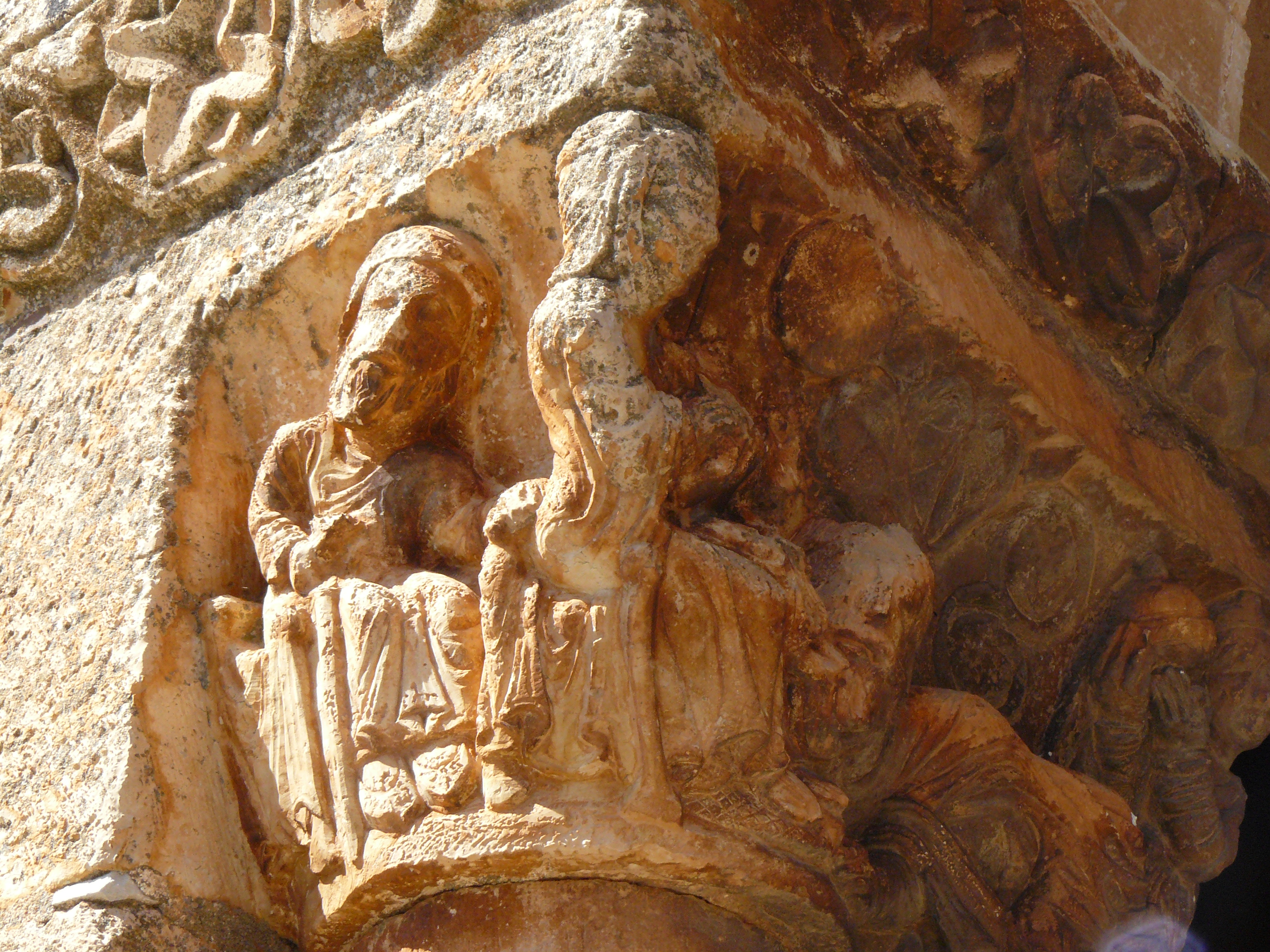
Adoración de los Reyes Magos